# Tuzie
Tuzie est une ancienne commune du sud-ouest de la France située dans le département de la Charente (région Nouvelle-Aquitaine). Depuis le 1er janvier 2019, elle est une commune déléguée de Courcôme.
Ses habitants sont les Tuziciens et les Tuziciennes.

## Géographie

### Localisation et accès
Tuzie est une commune située dans le nord du département de la Charente.
La commune de Tuzie est la moins étendue et la moins peuplée du canton de Villefagnan, mais la densité de population en est la plus élevée.
Elle est traversée par la ligne de chemin de fer de Paris en Espagne, et desservie par la D 27 de Villefagnan à Aunac qui traverse le bourg.
Le bourg de Tuzie, à huit kilomètres sud-est de Villefagnan et huit kilomètres de Ruffec, est situé sur le penchant d'une colline dominant la ligne du chemin de fer. Il renferme à lui seul la population presque entière de la commune.

### Hameaux et lieux-dits
La commune ne compte ni hameau ni ferme isolée et tout l'habitat est groupé au bourg.
Elle ne possède non plus ni église, ni cimetière ; la paroisse est rattachée à celle de Courcôme.

### Communes limitrophes
| Courcôme |       | Villegats (Courcôme)  |
|          | Tuzie |                       |
| Charmé   |       | Salles-de-Villefagnan |

### Géologie et relief
Géologiquement, la commune est dans le calcaire du Jurassique du Bassin aquitain, comme tout le Nord-Charente. Plus particulièrement, le Callovien occupe une grande moitié de la commune, bourg compris, au nord-est de la voie ferrée, et l'Oxfordien le tiers sud-ouest. Le sol est un calcaire marno-argileux. Des grèzes ou groies du Quaternaire couvrent une petite zone au sud du bourg,,.
Le relief de la commune est celui d'un bas plateau traversé par une petite vallée du nord au sud. Le point culminant est à une altitude de 136 m, situé sur la limite communale au nord du bourg. Le point le plus bas est à 76 m, situé le long du Bief sur la limite sud. Le bourg est à 120 m d'altitude.

### Hydrographie
Le Bief ou ruisseau de Moussac, qui vient de la commune de Courcôme et se jette dans la Charente à Luxé, traverse la commune du nord-ouest au sud-est.

### Climat
Comme dans une grande partie du département, le climat est océanique aquitain, légèrement dégradé au nord du département.

## Toponymie
Aucune forme ancienne n'a été trouvée.
L'origine du nom de Tuzie remonterait à un nom de personne gallo-romain Tutius auquel est apposé le suffixe -aca, ce qui correspondrait à Tutieca [villa], « domaine de Tutius »,.
Le nom de la paroisse a aussi été orthographié Theuzy.

## Histoire
Des sarcophages datant de l'époque romaine ou du Moyen Âge ont été trouvés à la Couture, témoignant d'une occupation ancienne.
Au XVIIIe siècle, la terre de Tuzie appartenait à la famille de Pindray, donnant la branche de Pindray de Theuzy.
Le 1er janvier 2019, elle est intégrée à la commune nouvelle de Courcôme tout comme Villegats, ceci est acté par un arrêté préfectoral du 19 décembre 2018.

## Administration
| Période                                  | Période  | Identité                                                            | Étiquette | Qualité     |
| ---------------------------------------- | -------- | ------------------------------------------------------------------- | --------- | ----------- |
| Les données manquantes sont à compléter. |          |                                                                     |           |             |
| depuis 1998                              | En cours | Jean-Paul Terrassier (maire délégué) Réélu pour le mandat 2020-2026 | SE        | Agriculteur |

## Démographie

### Évolution démographique
L'évolution du nombre d'habitants est connue à travers les recensements de la population effectués dans la commune depuis 1793. Pour les communes de moins de 10 000 habitants, une enquête de recensement portant sur toute la population est réalisée tous les cinq ans, les populations de référence des années intermédiaires étant quant à elles estimées par interpolation ou extrapolation. Pour la commune, le premier recensement exhaustif entrant dans le cadre du nouveau dispositif a été réalisé en 2005.

En 2016, la commune comptait 184 habitants, en évolution de +14,29 % par rapport à 2010 (Charente : −0,48 %, France hors Mayotte : +2,11 %).
| 1793 | 1800 | 1806 | 1821 | 1831 | 1841 | 1846 | 1851 | 1856 |
| ---- | ---- | ---- | ---- | ---- | ---- | ---- | ---- | ---- |
| 299  | 325  | 293  | 393  | 348  | 301  | 321  | 288  | 293  |

| 1861 | 1866 | 1872 | 1876 | 1881 | 1886 | 1891 | 1896 | 1901 |
| ---- | ---- | ---- | ---- | ---- | ---- | ---- | ---- | ---- |
| 284  | 249  | 224  | 244  | 239  | 199  | 218  | 198  | 162  |

| 1906 | 1911 | 1921 | 1926 | 1931 | 1936 | 1946 | 1954 | 1962 |
| ---- | ---- | ---- | ---- | ---- | ---- | ---- | ---- | ---- |
| 174  | 173  | 163  | 153  | 158  | 158  | 151  | 136  | 127  |

| 1968 | 1975 | 1982 | 1990 | 1999 | 2005 | 2006 | 2010 | 2015 |
| ---- | ---- | ---- | ---- | ---- | ---- | ---- | ---- | ---- |
| 118  | 110  | 107  | 113  | 121  | 128  | 129  | 161  | 182  |

| 2016 | - | - | - | - | - | - | - | - |
| ---- | - | - | - | - | - | - | - | - |
| 184  | - | - | - | - | - | - | - | - |

### Pyramide des âges
La répartition de la population de la commune par tranches d'âge est, en 2007, la suivante :
- 49,2 % d’hommes (0 à 14 ans = 17,5 %, 15 à 29 ans = 20,6 %, 30 à 44 ans = 19 %, 45 à 59 ans = 20,6 %, plus de 60 ans = 22,2 %) ;
- 50,8 % de femmes (0 à 14 ans = 18,5 %, 15 à 29 ans = 18,5 %, 30 à 44 ans = 20 %, 45 à 59 ans = 23,1 %, plus de 60 ans = 20 %).

La population de la commune est relativement jeune. Le taux de personnes d'un âge supérieur à 60 ans (21,1 %) est en effet inférieur au taux national (21,6 %) et au taux départemental (26,6 %).
À l'instar des répartitions nationale et départementale, la population féminine de la commune est supérieure à la population masculine. Le taux (50,8 %) est du même ordre de grandeur que le taux national (51,6 %).
| Hommes | Classe d’âge | Femmes |
| ------ | ------------ | ------ |
| 0,0    | 90 ans ou +  | 3,1    |
| 7,9    | 75 à 89 ans  | 4,6    |
| 14,3   | 60 à 74 ans  | 12,3   |
| 20,6   | 45 à 59 ans  | 23,1   |
| 19,0   | 30 à 44 ans  | 20,0   |
| 20,6   | 15 à 29 ans  | 18,5   |
| 17,5   | 0 à 14 ans   | 18,5   |

| Hommes | Classe d’âge | Femmes |
| ------ | ------------ | ------ |
| 0,5    | 90 ans ou +  | 1,6    |
| 8,2    | 75 à 89 ans  | 11,8   |
| 15,2   | 60 à 74 ans  | 15,8   |
| 22,3   | 45 à 59 ans  | 21,5   |
| 20,0   | 30 à 44 ans  | 19,2   |
| 16,7   | 15 à 29 ans  | 14,7   |
| 17,1   | 0 à 14 ans   | 15,4   |

## Économie

### Agriculture
La viticulture occupe une petite partie de l'activité agricole. La commune est située dans les Bons Bois, dans la zone d'appellation d'origine contrôlée du cognac.

## Équipements, services et vie locale

### Enseignement
Il n'y a pas d'école à Tuzie. 
L'école publique est un RPI entre Charmé, Courcôme et La Faye. Le RPI les P'tits Loups comporte deux classes maternelles à Courcôme. Deux classes de primaire sont à La Faye puis les élèves poursuivent leur scolarité à Charmé. Le secteur du collège est Villefagnan.

## Lieux et monuments
Tuzie était une des rares communes de Charente à ne pas posséder d'église.